# 長倉顕太
長倉 顕太（ながくら けんた、1973年12月26日 - ）は、日本の著作家、元編集者。

## 来歴
学習院大学卒業後、海外留学などを経て出版者に拾われる。
現在は独立し、作家活動、教育事業(Sustainable Business Academy)に携わる。

## 主な著書
- 『GIG WORK』（すばる舎）
- 『移動力』（すばる舎）
- 『モテる読書術』（すばる舎）
- 『親は100パーセント間違っている』（光文社）
- 『超一流の二流を目指せ！』（サンマーク出版）
- 『時間編集術』（あさ出版）
- 人生は28歳までに決まる
- 絶望の国でズルく賢く生き残る
- 常識の1ミリ先を考える。
- なぜ自己啓発本を読んでも成功しないのか

| スタブアイコン | サブスタブ | この項目は、まだ閲覧者の調べものの参照としては役立たない、人物に関連した書きかけの項目です。この項目を加筆・訂正などしてくださる協力者を求めています（P:人物伝/PJ:人物伝）。 |